# Aromobatídeos
Aromobatídeos (Aromobatidae) é uma família de anfíbios anuros da subordem Neobatrachia, encontrada nas Américas Central e do Sul. Os gêneros estavam classificados na família Dendrobatidae, entretanto, análises recentes demonstravam que os gêneros formavam uma família distinta.

## Taxonomia
Em 2023, estão descritas 133 espécies, distribuídas por 3 subfamílias e 5 ou 6 géneros.<
- "Prostherapis" dunni Rivero, 1961
- Allobatinae Grant, Frost, Caldwell, Gagliardo, Haddad, Kok, Means, Noonan, Schargel, and Wheeler, 2006
  - Allobates Zimmermann and Zimmermann, 1988
- Anomaloglossinae Grant, Frost, Caldwell, Gagliardo, Haddad, Kok, Means, Noonan, Schargel, and Wheeler, 2006
  - Anomaloglossus Grant, Frost, Caldwell, Gagliardo, Haddad, Kok, Means, Noonan, Schargel, and Wheeler, 2006
  - Rheobates Grant, Frost, Caldwell, Gagliardo, Haddad, Kok, Means, Noonan, Schargel, and Wheeler, 2006
- Aromobatinae Grant, Frost, Caldwell, Gagliardo, Haddad, Kok, Means, Noonan, Schargel, and Wheeler, 2006
  - Aromobates Myers, Paolillo-O., and Daly, 1991
  - Mannophryne La Marca, 1992